# Ducado do Palatinado-Sulzbach-Hilpoltstein
O Ducado do Palatinado-Sulzbach-Hilpoltstein (em alemão:  Herzogtum Pfalz-Sulzbach-Hilpoltstein) ou simplesmente Palatinado-Sulzbach-Hilpoltstein (em alemão:  Pfalz-Sulzbach-Hilpoltstein) era um estado do Sacro Império Romano-Germânico com sede na cidade de Hilpoltstein, na região central da atual Baviera (Alemanha).
Também designado pela forma abreviada de Palatinado-Hilpolstein (em alemão:  Pfalz-Hilpoltstein), foi criado em 1614 pela partição dos territórios de Filipe Luís do Palatinado-Neuburgo para o seu filho mais novo, João Frederico.
João Frederico morreu em 1644 sem herdeiros, pelo que o Palatinado-Sulzbach-Hilpoltstein foi integrado no Palatinado-Sulzbach.

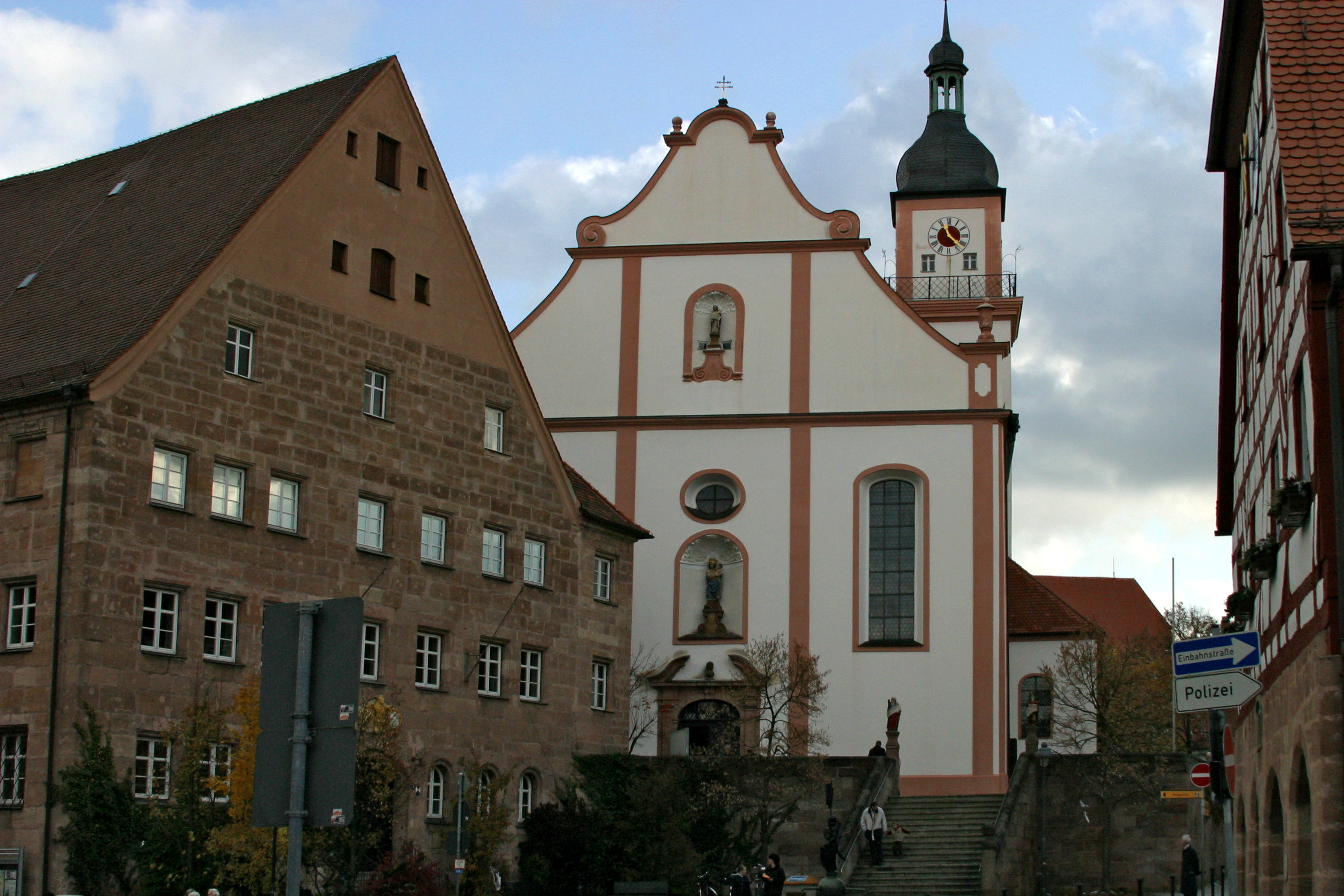
Antiga residência do Duque João Frederico (hoje tribunal distrital) e igreja paroquial de São João Batista (de 1473) em Hilpoltstein

.

## Soberanos do Palatinado-Sulzbach-Hilpoltstein

### Título
O título dos soberanos era Conde palatino no Reno e Duque de Sulzbach-Hilpoltstein (em alemão:  Pfalzgraf bei Rhein und Herzog von Sulzbach-Hilpoltstein). Na sua qualidade de membros de um ramo colateral da família do Príncipe-Eleitor do Palatinado, os soberanos usavam o título Conde Palatino (no Reno).

### Lista de Duques
- João Frederico do Palatinado-Sulzbach-Hilpoltstein, 1614–1664
  - integrado no Palatinado-Sulzbach